# Kongres Ludowo-Demokratyczny
Kongres Ludowo-Demokratyczny (tur. Halkların Demokratik Kongresi, HDK) – tureckie zrzeszenie organizacji, ruchów i partii lewicowych powstałe 15 października 2011. Jego celem jest zmiana tureckiej polityki i reprezentowanie osób uciskanych oraz wyzyskiwanych z powodów etnicznych, religijnych, klasowych czy płciowych. Kongres reprezentuje również postawę antykapitalistyczną. 
W 2012 zrzeszenie powołało nową partię, która miała działać jako jego skrzydło polityczne – Ludową Partię Demokratyczną (HDP). Podobny związek lewicowych ugrupowań, Zjednoczony Ruch Czerwcowy, powstał w 2014.

## Historia
Przygotowując się do wyborów powszechnych w 2011, Partia Pokoju i Demokracji (BDP) oraz kilka mniejszych partii wystawiło wspólnych kandydatów jako niezależnych pod szyldem „Blok Pracy, Demokracji i Wolności”. Celem było ominięcie 10% progu wyborczego potrzebnego partiom do uzyskania reprezentacji w Wielkim Zgromadzeniu Narodowym. Po wyborach partie te połączyły się z mniejszymi ruchami na rzecz praw LGBT+ czy mniejszości etnicznych, związkami zawodowymi i innymi, zawiązując w październiku 2011 Kongres Ludowo-Demokratyczny.

## Organizacje członkowskie
W 2023 w skład HDK wchodziły następujące organizacje:
- Konfederacja Rewolucyjnych Związków Zawodowych Turcji (DİSK)
- 78'liler Girişimi
- Partia Regionów Demokratycznych (DBP)
- Demokratik Özgür Kadın Hareketi (DÖKH)
- Demokratik Pomak Hareketi
- Demokratik İslam Kongresi
- Devrimci Sosyalist İşçi Partisi (DSİP)
- Partia Pracy (EMEP)
- Socjalistyczna Partia Uciśnionych (ESP)
- Avrupa Süryaniler Birliği-Türkiye (ESU)
- Ludowa Partia Demokratyczna (HDP)
- Hevi LGBTİ
- Munzur Çevre Derneği
- İşçilerin Sesi
- Kaos GL
- Limter İş
- Nor Zartonk
- Partizan
- Sosyalist Dayanışma Platformu (SODAP)
- Socjalistyczna Partia Odrodzenia (SYKP)
- Demokratik Çerkes Kongresi Girişimi
- Teori Ve Politika
- Komün Dergisi
- Partia Wolności Społecznej (TÖP)
- Özgürlük İçin Hukukçular Derneği (ÖHD)
- Politika Gazetesi
- Partia Zielonej Lewicy (DBP)
- Partia Pracy (EMEP)
- Demokratik Alevi Dernekleri (DAD)